# Jaime Silvério Marques
Jaime Silvério Marques OA • ComA • GOI • GOL (1915 — Lisboa, 14 de janeiro de 1986) foi um oficial general do Exército Português que se distinguiu como governador de Macau (1959-1962) e como um dos membros da Junta de Salvação Nacional criada na sequência da Revolução de 25 de Abril de 1974. Silvério Marques era irmão de Silvino Silvério Marques, também oficial general.

## Biografia
Em 1940 concluiu o curso de Engenharia Militar da Escola do Exército, sendo pouco depois integrado no Corpo Expedicionário enviado para os Açores no contexto da Segunda Guerra Mundial. Foi colocado na ilha de São Miguel, onde permaneceu entre 1941 e 1944, como comandante de uma companhia de sapadores mineiros. Durante esse período participou na assistência dada pelos militares à Junta Geral do Distrito Autónomo de Ponta Delgada em diversas obras de construção civil, incluindo a construção do túnel do descarregador da Lagoa das Furnas.
A partir de 1950 foi colocado na direção de infraestruturas do Exército, como adjunto do general, dirigindo alguns dos principais empreendimentos de melhoria da infraestrutura militar então em curso, incluindo a realização das primeiras manobras no Campo Militar de Santa Margarida. A 29 de Setembro de 1951 foi agraciado com o grau de Oficial da Ordem Militar de Avis. Em 1953 foi nomeado diretor das infraestruturas do Exército.
Em novembro de 1954 foi transferido para Goa onde assumiu o cargo de chefe do Estado-Maior do Comando Militar da Índia Portuguesa, função que exerceu até 1957, período durante o qual se verificaram diversas tentativas de ocupação daquele território por movimentos empenhados na unificação indiana (satiagras).
No posto de tenente-coronel foi elevado ao grau de Comendador da Ordem Militar de Avis a 16 de Maio de 1959 e nomeado Governador de Macau. Deixou Lisboa a 17 de setembro de 1959, tendo exercido aquele cargo entre 18 de setembro de 1959 e 17 de abril de 1962. Nessas funções distinguiu-se como um bom administrador colonial, conseguindo ultrapassar um período em que a administração portuguesa de Macau sofreu graves dificuldades financeiras. Durante a sua administração foram finalmente encerradas as casas de ópio (públicas e privadas), então objeto de severa pressão das Nações Unidas, tendo recorrido à exoneração do comandante e dos oficiais subalternos da Polícia de Segurança Pública da colónia. Foi também sob a sua administração que teve lugar uma profunda reforma no sector dos jogos de fortuna ou azar de Macau, tendo sido lançado em 1961 um novo concurso público para a exploração da concessão, que foi ganho pela Sociedade de Turismo e Diversões de Macau (STDM), de Stanley Ho e outros sócios.
A 23 de Junho de 1962 foi agraciado com o grau de Grande-Oficial da Ordem do Império e, nesse ano, foi nomeado adjunto do Secretariado-Geral da Defesa Nacional e membro de diversas comissões destinadas a assegurar o abastecimento militar, numa fase em que a Guerra Colonial começava a colocar novas exigências em matéria de planeamento e logística. Participou em diversas missões ligadas à participação de Portugal na NATO, sendo pouco depois nomeado presidente da Comissão do Planeamento Logístico das Forças Armadas. Em Setembro de 1963 integrou a comitiva que acompanhou o general Gomes de Araújo, então Ministro da Defesa Nacional, em visitas oficiais a Angola, Moçambique, Guiné-Bissau e Cabo Verde, como parte da revisão do dispositivo militar face ao crescimento da contestação à presença portuguesa em África.
Foi então colocado no Secretariado-Geral da Defesa Nacional e nomeado vogal da Comissão Consultiva do Conselho Ultramarino, cargos de grande relevo na logística da Guerra Colonial.
Em 1966 foi nomeado comandante do Regimento de Engenharia n.º 1 e transferido para Angola, onde entre Abril de 1967 e Fevereiro de 1969, foi comandante da Zona Militar Centro de Angola.
Em 1969 foi promovido a brigadeiro e nomeado diretor-adjunto dos Serviços de Transportes Militares, passando em 1970 a integrar também a comissão consultiva do Comissariado do Governo para os Assuntos do Estado da Índia, entidade que formalmente administrava os interesses portugueses resultantes da ocupação, ocorrida em 1961, da Índia Portuguesa. Em 1971 foi nomeado diretor dos Serviços de Transportes Militares, tendo em 1973, nessas funções, visitado a Guiné Portuguesa, onde conheceu de perto António de Spínola.
Na manhã de 25 de abril de 1974 foi detido pelos militares revolucionários, mas de imediato libertado e conduzido ao quartel-general das forças revolucionárias, na Pontinha. Por sugestão de Vasco Gonçalves, que havia conhecido quando ambos serviam em Angola, em consenso com o general António de Spínola, foi convidado a integrar a Junta de Salvação Nacional, tendo prontamente aceitado.
A 29 de abril de 1974 foi nomeado Chefe do Estado-Maior do Exército. Entretanto, terá entrado em conflito com o coronel Varela Gomes, em funções de captura de ex-agentes da PIDE, violenta instituição que o havia prendido outrora, e de ex-membros da Legião Portuguesa. O conflito levaria a Silvério Marques emitir uma ordem de prisão do coronel que seria considerada excessiva e desfeita pelo presidente.
É afastado da Junta de Salvação Nacional e passado à reserva no dia 30 de setembro de 1974, na sequência da demissão de António de Spínola, em conjunto com os generais Galvão de Melo e Diogo Neto.
Reformou-se em 1985, 11 anos após a Revolução dos Cravos, morrendo no ano seguinte.
A 6 de julho de 2023, foi agraciado, a título póstumo, com o grau de Grande-Oficial da Ordem da Liberdade.